# Saint-Siméon-de-Bressieux
Saint-Siméon-de-Bressieux é uma comuna francesa na região administrativa de Auvérnia-Ródano-Alpes, no departamento de Isère. Estende-se por uma área de 18,79 km².